# Scrittura celtiberica

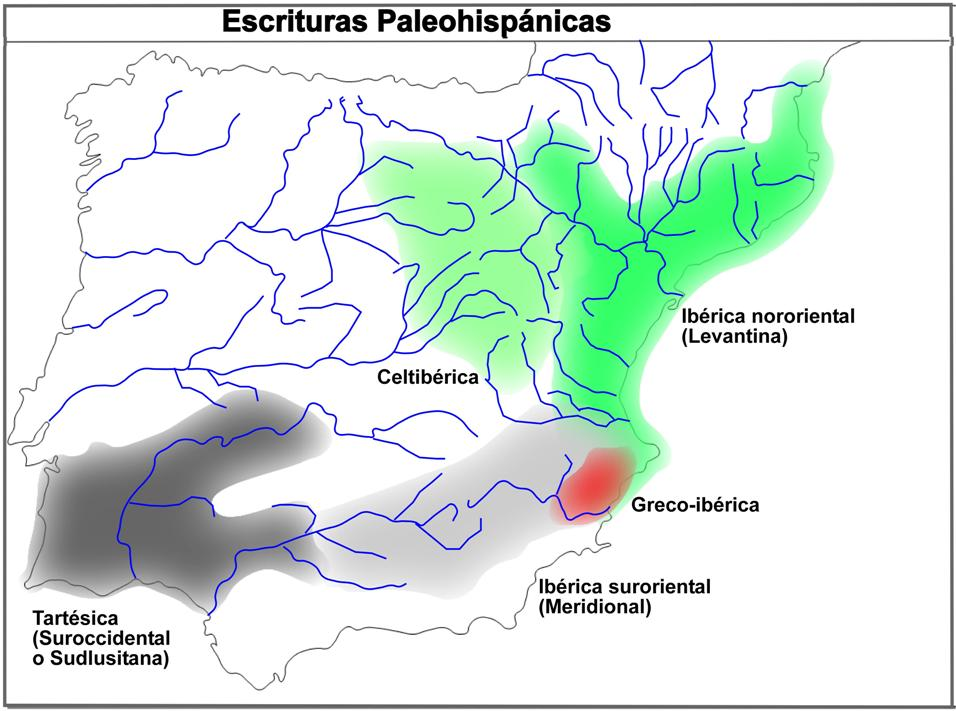
Scritture paleo-ispaniche

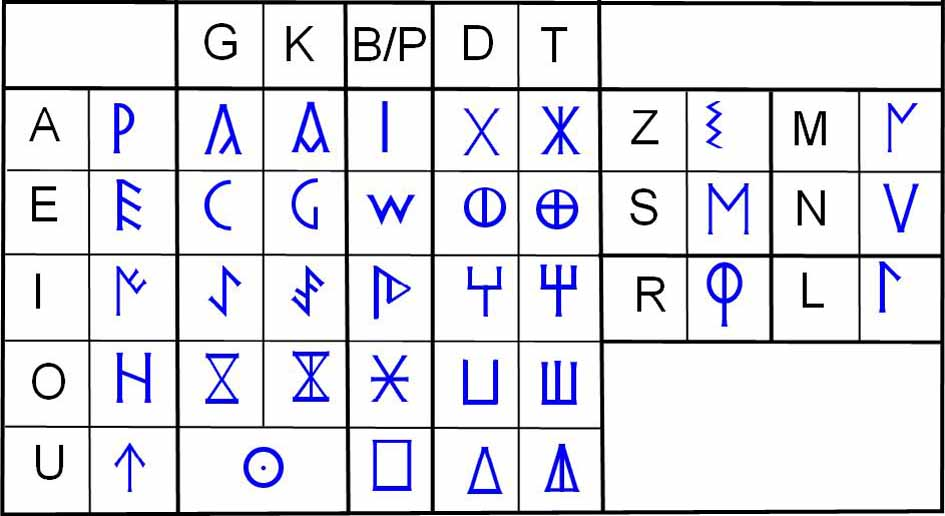
Scrittura celtiberica occidentale (Adattato di Ferrer i Jané 2005).

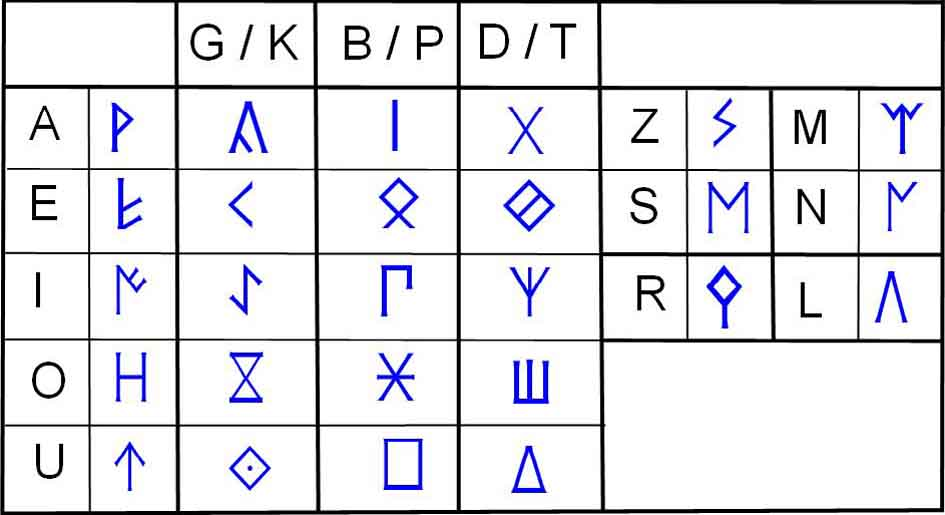
Scrittura celtiberica orientale.

La scrittura celtiberica è una scrittura paleo-ispanica, adattamento diretto della scrittura iberica nordorientale alla lingua celtiberica.

## Caratteristiche e diffusione
Come le altre scritture paleo-ispaniche, l'alfabeto celtiberico si componeva di segni rappresentanti vocali, consonanti e suoni sillabici. Tale scrittura si diffuse nel corso del III e del II secolo a.C. nelle zone della penisola iberica abitate dai Celtiberi (e, in particolare nella massima parte delle attuali province Guadalajara, Soria, Zaragoza e Teruel), sopravvivendo, durante la dominazione romana, fino a tarda età repubblicana, come ci è testimoniato dai bronzi di Botorrita.

## I bronzi di Botorrita
Fra le scoperte più recenti concernenti tale sistema di scrittura, riveste particolare importanza quella relativa ai quattro bronzi di Botorrita, località situata nell'attuale Aragona, venuti alla luce fra il 1992 e il 1994. Le lingue utilizzate nella redazione sono, per ciò che riguarda il primo, terzo e quarto bronzo, il celtiberico, mentre il secondo bronzo è scritto in lingua latina. Quest'ultimo, datato 87 a.C. descrive un conflitto di carattere giuridico fra le città di Caesaraugusta e di Alagón e la sua risoluzione da parte delle autorità romane. Mentre il bronzo redatto in latino utilizza i caratteri propri di tale lingua, quelli in celtibero si avvalgono, per la propria rappresentazione grafica, di un sistema di scrittura di tipo celtiberico.

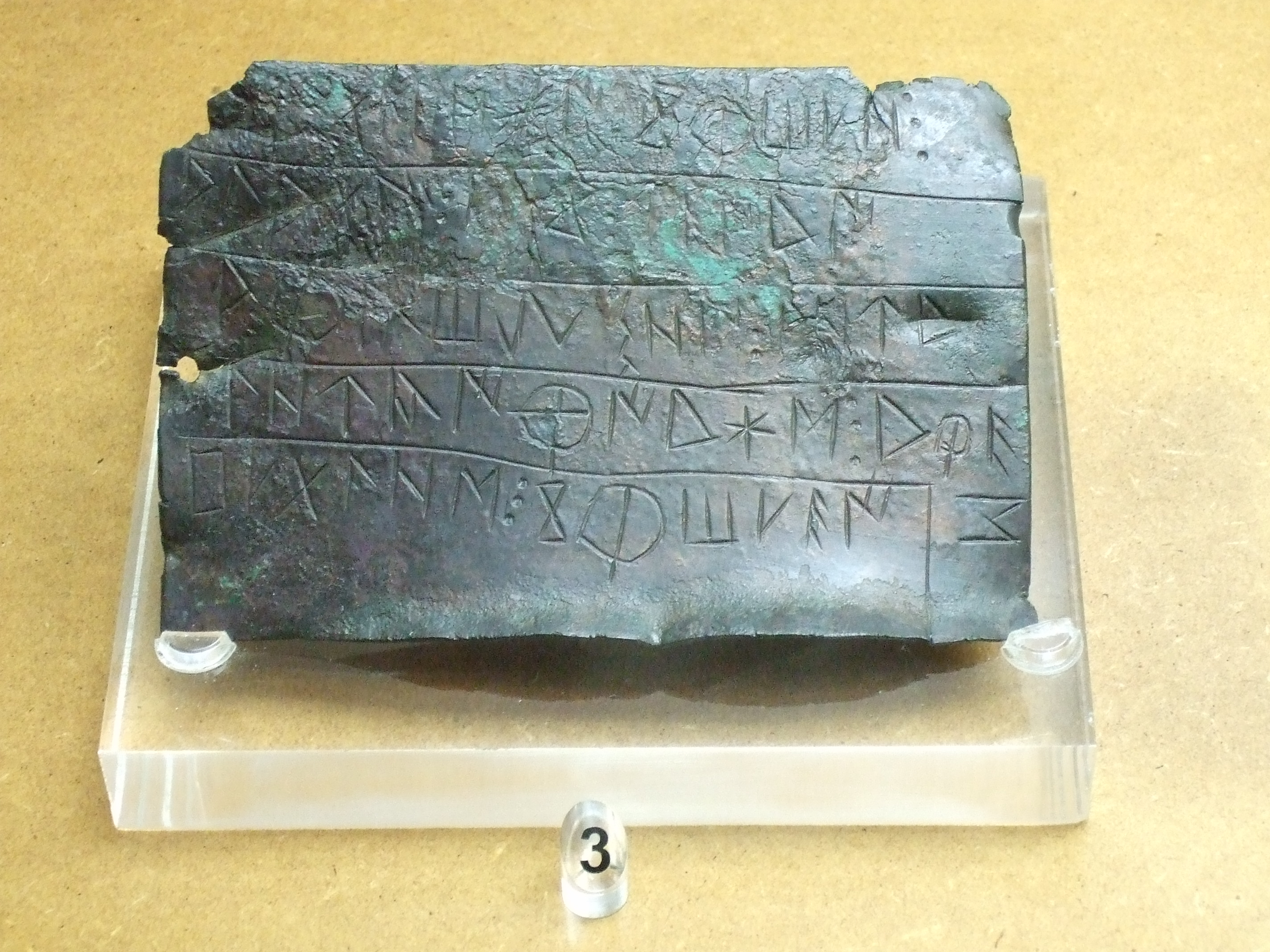
Bronzo di Cortono. Origine sconosciuta. Variante occidentale.
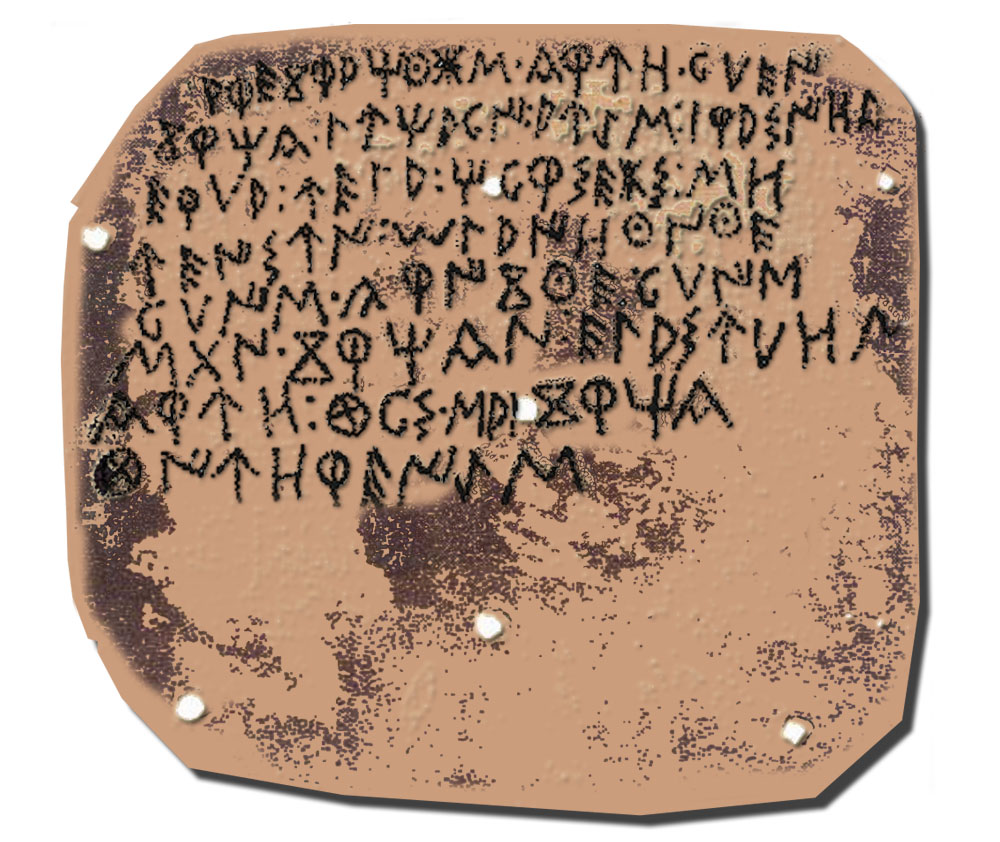
Bronzo di Luzaga (Guadalajara). Variante occidentale.
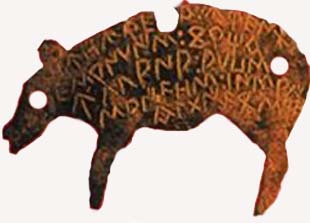
Tessera de Uxama (Osma, Soria. Variante occidentale.

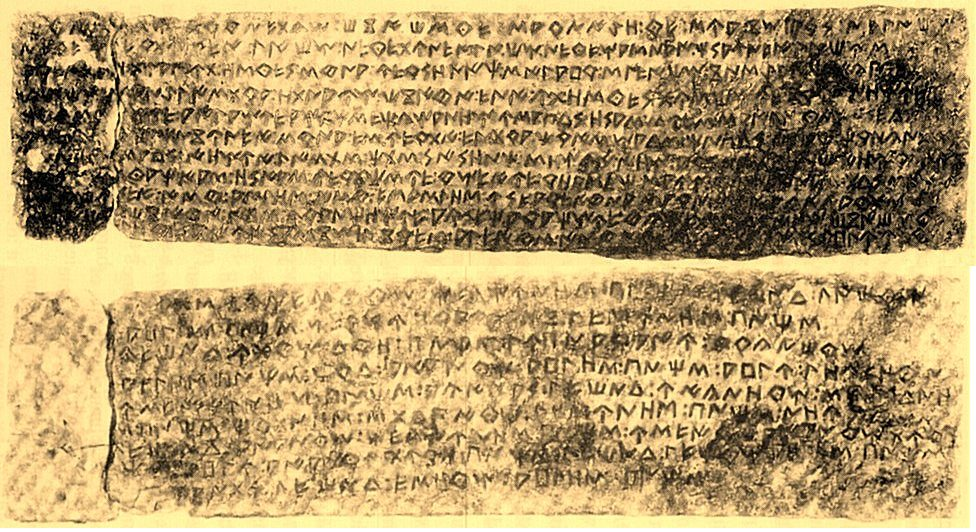
Bronzo di Botorrita I (Zaragoza). Variante orientale.
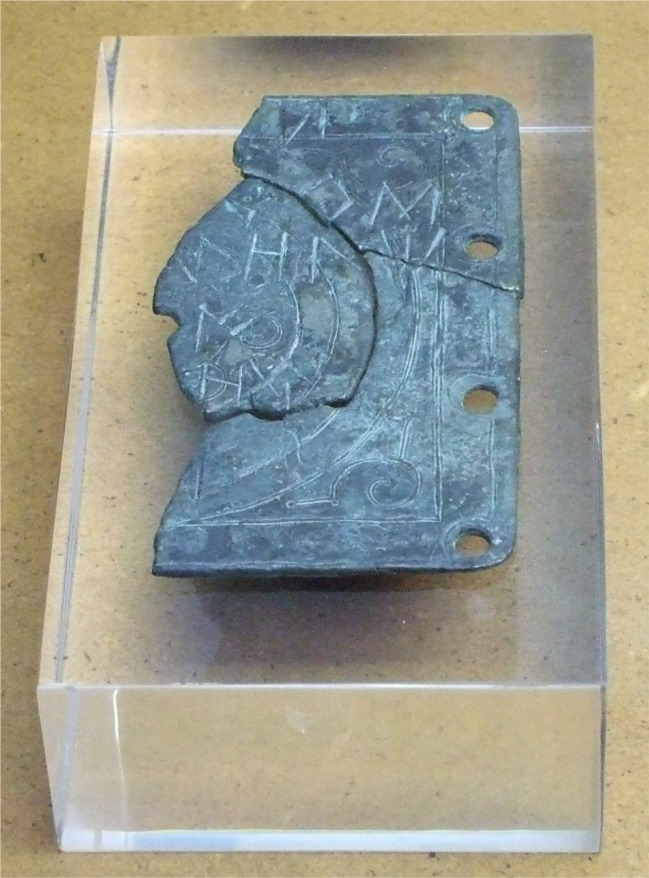
Bronzo di Botorrita (Zaragoza). Variante orientale.
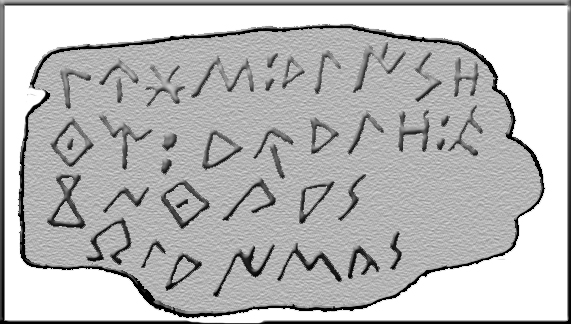
Tessera Fröhner. Origine sconosciuta. Variante orientale.